# Pluralistisk ignorance
Begrebet Pluralistisk ignorance er udviklet af psykologerne Daniel Katz og Floyd H. Allport, og beskrives som: ”en situation, hvor majoriteten af en gruppe hver især afviser en norm, men antager (ukorrekt), at de fleste andre accepterer den” (Hansen & Hendricks 2011:25). I bogen Oplysningens blinde vinkler beskriver Pelle G. Hansen og Vincent F. Hendricks fænomenet som et informationsfænomen. 
”Faren for pluralistisk ignorance opstår, når den enkelte beslutningstager i en gruppe af individer mangler den nødvendige information for at løse et givet problem og i stedet for at undersøge sagen selv observerer andre i håbet om at blive klogere. Men når alle andre gør det samme, observerer alle blot manglen på reaktion og slutter derfor let fra den manglende reaktion til det forkerte.” (Hansen & Hendricks 2011:17)